# Ziela
Ziela là một chi bướm đêm thuộc họ Erebidae.

## Loài
- Ziela biplaga Fletcher và Viette, 1955